# Чукаиб
Чукаиб  — деревня в Сысольском районе Республики Коми в составе сельского поселения  Визинга. 

## География
Расположена на правобережье речки Большая Визинга на расстоянии 14 км от районного центра села Визинга по прямой на юго-запад.  

## История
Известна с 1586 года, отмечалась как Чюскаиб (1646), Чюкаиб (1678), погост Чюкаиб (1720). В переводе с коми холмистая возвышенность.

## Население
Постоянное население  составляло 65 человек (коми 94%) в 2002 году, 37 в 2010 .